# David Stuart (Altamerikanist)

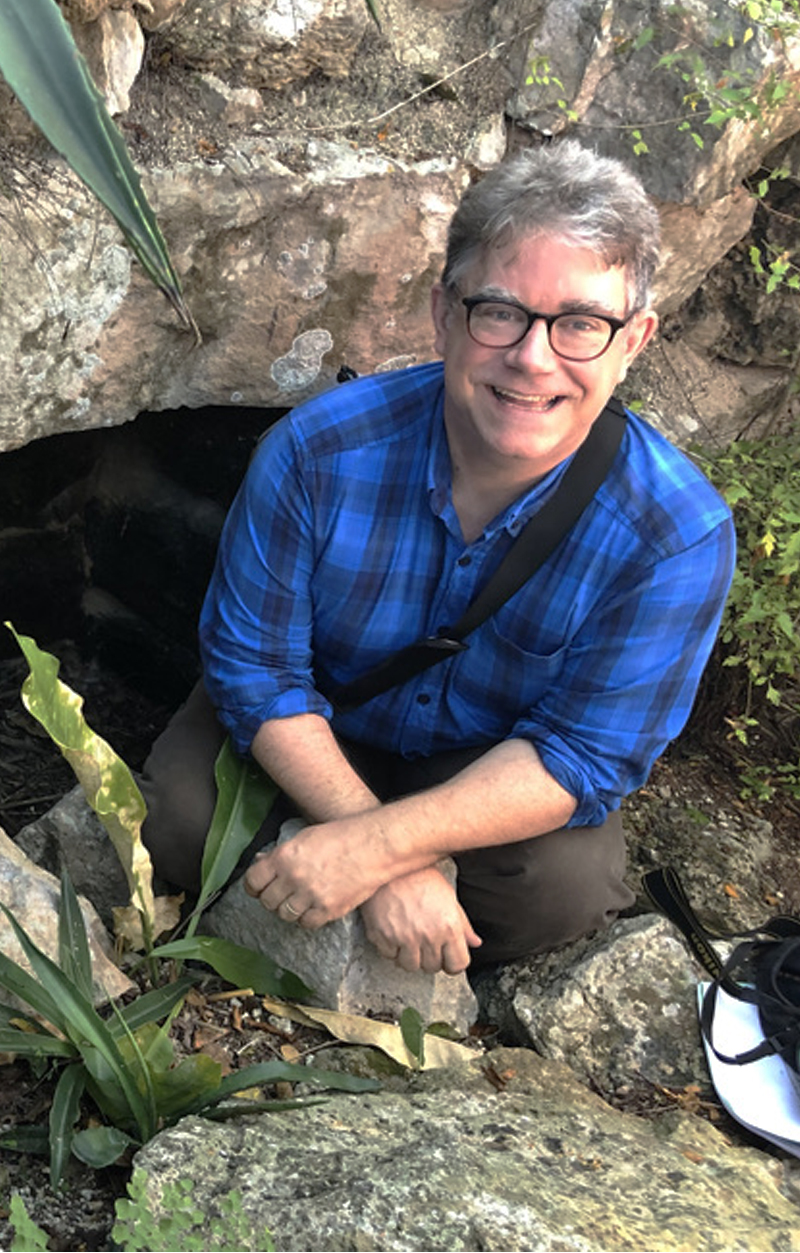
David Stuart (2019)

David Stuart (* 7. August 1965) ist ein US-amerikanischer Altamerikanist, der die Kultur und Schrift der Maya erforscht. Stuart wurde nach Linda Schele Professor für die mittelamerikanische Kunst und Schrift an der University of Texas at Austin in der Fakultät für Kunst und Kunstgeschichte.

## Leben und Werk
David Stuart ist der Sohn der Maya-Kulturwissenschaftler George und Gene Stuart und wuchs teilweise im Umkreis von Maya-Ruinen auf. Er begann im Alter von 8 Jahren unter Anleitung von Linda Schele die Maya-Hieroglyphen zu entschlüsseln. Im Jahr 1984, im Alter von 18 Jahren, wurde er der jüngste Empfänger des "Genius grant" der MacArthur-Gesellschaft. Er studierte an der Princeton University, machte den Bachelor-Abschluss und wurde 1995 an der Vanderbilt University in Anthropologie promoviert. Er lehrte ab 1993 elf Jahre an der Harvard University, bevor er im Jahr 2004 Professor an der University of Texas at Austin wurde, wo er auch das Mesoamerica Center leitet. Er leitet auch das Forschungszentrum der Universität in Antigua, Guatemala (Casa Herrera).
Er hat wichtige Beiträge im Bereich der Epigraphik, insbesondere im Zusammenhang mit der Entschlüsselung der Maya-Schrift der präkolumbianischen Maya-Zivilisation Mittelamerikas, geleistet. Insbesondere ist Stuart die wichtige Erkenntnis zu verdanken, dass in der Silbenschrift der Maya sehr viele verschiedene Zeichen für ein und dieselbe Silbe stehen können. Das führte zu einem Durchbruch in der Entzifferung.
Er forschte besonders in Copán (Honduras), Palenque (Mexiko), Piedras Negras (Guatemala), La Corona (Guatemala) und San Bartolo (Petén).
Er veröffentlichte ein Buch über Palenque und ein populärwissenschaftliches Buch über das Kalendersystem der Maya anlässlich der Behauptungen esoterischer Kreise um einen angeblich von den Maya für das Jahr 2012 vorhergesagten Weltuntergang.
Im Jahr 2011 erhielt er ein Guggenheim-Stipendium (Guggenheim Fellowship).

## Schriften
- Palenque, eternal city of the Maya. Thames and Hudson 2008
- The order of days. Unlocking the secrets of the ancient Maya. Random House 2012
- The Inscriptions from Temple XIX at Palenque. Pre-Columbian Art Research Center 2005
- mit Stephen D. Houston: Classic Maya Place Names. Dumbarton Oaks Pre-Columbian Art and Archaeology Studies Series 1994
- mit Stephen D. Houston: The Memory of Bones: Body, Being, and Experience among the Classic Maya. University of Texas Press 2011
- mit Ian Graham: Piedras Negras. In Corpus of Maya Hieroglyphic Inscriptions. Band 9, Teil 1, Peabody Museum Press 2005
- als Herausgeber mit Stephen D. Houston und Oswaldo Chinchilla Mazariegos: The Decipherment of Ancient Maya Writing., University of Oklahoma Press, 2001.

## Dokufilm
- ARTE: Der Maya-Code, Dokufilm von David Lebrun, 89 min. USA - IMDb